# MT Exxon Valdez

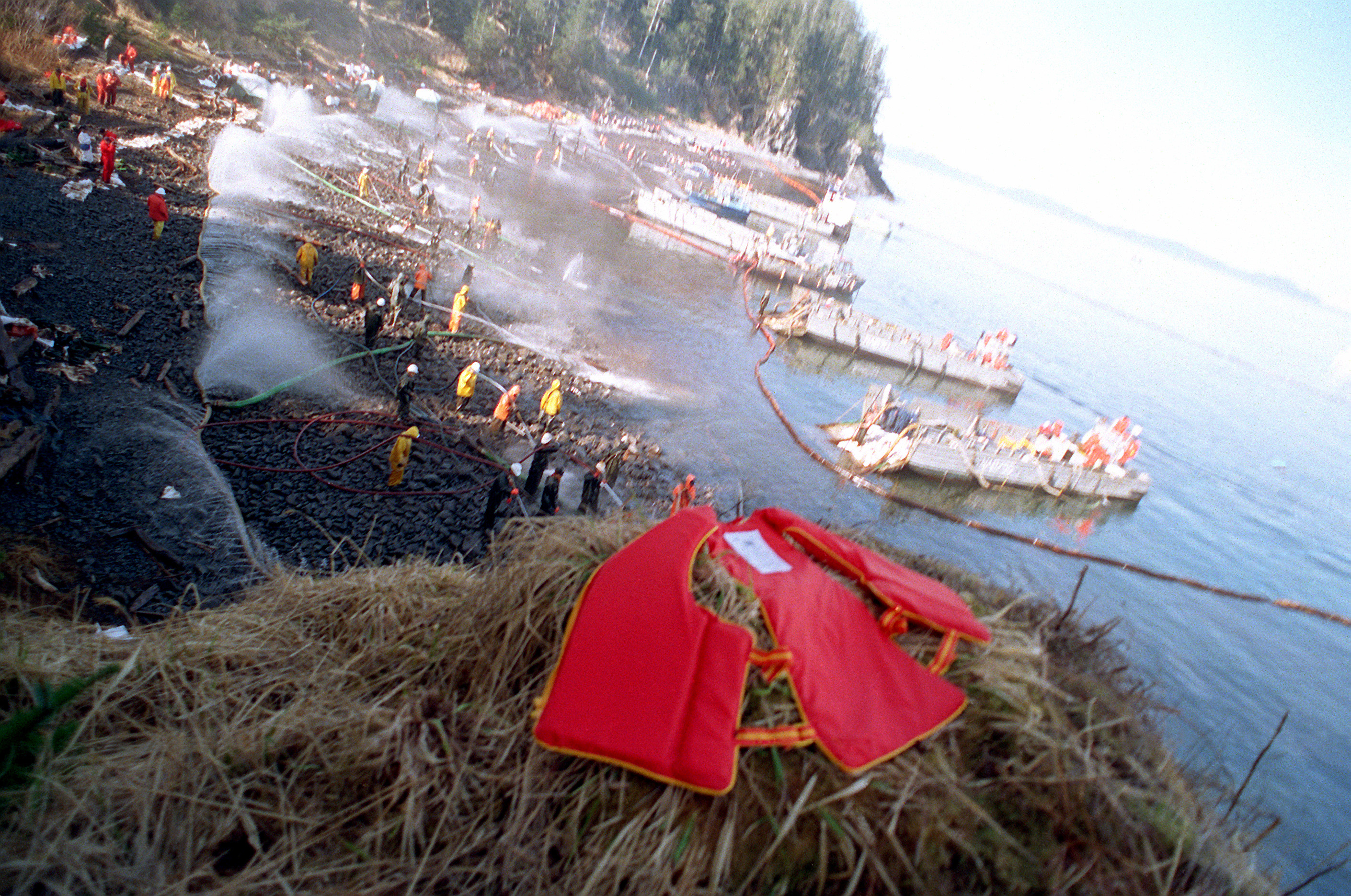
Usuwanie skutków katastrofy

MT Exxon Valdez (później: MT „SeaRiver Mediterranean”, „Dong Fang Ocean” i „Oriental Nicety”) – tankowiec (od 2008 roku masowiec) należący do amerykańskiego koncernu Exxon. Statek zbudowany został w stoczni w San Diego w 1986. Miał 300 m długości, 50 m szerokości, ok. 211 500 ton nośności, co odpowiada ładunkowi ok. 1,48 mln baryłek ropy naftowej. Od początku przeznaczony był do transportu ropy z terminalu w Valdez na Alasce do pozostałych kontynentalnych stanów USA.
MT Exxon Valdez 24 marca 1989 spowodował katastrofę ekologiczną u wybrzeży Alaski. Po wejściu na skały w Zatoce Księcia Williama do wód zatoki dostało się od 11 do 35 milionów galonów (od ok. 34 do 115 tys. ton) surowej ropy naftowej, w wyniku czego skażonych zostało ok. 1900 km linii brzegowej Alaski oraz zginęło około 5 tysięcy wydr morskich i 250 tysięcy mew. Po katastrofie statek odholowano do San Diego i wyremontowano (wymieniono poszycie kadłuba i elementy konstrukcyjne ważące łącznie ok. 1600 ton). Nowy właściciel zmienił nazwę jednostki na MT „SeaRiver Mediterranean”.
W 2008 roku jego nowym właścicielem został koncern Hong Kong Bloom Shipping Ltd. W tym samym roku został wyremontowany i przerobiony na masowiec, zmieniono też nazwę jednostki na „Dong Fang Ocean”.
W 2011 roku statek ponownie przechrzczono, tym razem na „Oriental Nicety”, a na początku 2012 roku sprzedano za 16 milionów USD przedsiębiorstwu Priya Blue Industries, indyjskiemu przedsiębiorstwu specjalizującemu się w rozbiórce statków. Aktywiści ekologiczni oprotestowali decyzję o złomowaniu statku, ze względu na to, że (ich zdaniem) do budowy użyto wysoce trujących i niebezpiecznych polichlorowanych bifenyli i azbestu. Tym bardziej, że ówczesny właściciel statku zasłynął w 2006 roku z demontażu innej jednostki, zawierającej trujące substancje. Po dwóch miesiącach (w trakcie których wartość statku spadła o 10 milionów USD w wyniku znacznie zmniejszonej koniunktury na stal i konieczności wypłacania wynagrodzeń pracownikom), sąd indyjski uznał te zarzuty za bezpodstawne i wydał wyrok na korzyść Priya Blue Industries, zezwalając na demontaż i złomowanie statku.

## Bandery
- Panama: 1986[1] – 2002
- Stany Zjednoczone: 19 maja 2002 – 9 marca 2005[1]
- Wyspy Marshalla: 9 marca 2005 – 9 grudnia 2008[1]